# Arguny
Az Arguny (oroszul: Аргунь, mandzsu nyelven: Ergüne, kínaiul 额尔古纳河 O-erkuna ho (É'ěrgǔnà hé)) folyó Kelet-Szibéria déli részén, Kína északkeleti vidékén és Oroszország Bajkálontúli határterületén, nagyobb részt a két ország határán. A Silka és az Arguny találkozásával keletkezik az Amur.

## Földrajz
Hossza: 1620 km, vízgyűjtő területe: 164 000 km².
A folyó Belső-Mongóliában, a Nagy-Hingán-hegység nyugati lejtőin ered, Kínához tartozó felső szakaszának neve Hajlar (Hailar). A hegyek közül kiérve folyása lelassul, széles völgyben, nyugati irányban halad. Az államhatárnál éles kanyarral északkelet felé fordul, majd közel 1000 km-en át az államhatáron folyik, rendkívül sok kis kanyart és szigetecskét alkot. Partjain főként sztyepp húzódik, sűrű bozótosok nőnek. A torkolathoz közeledve völgye keskenyebb lesz, bal partja mentén a 800–1000 m magas Arguny-hegység magasodik. A Silkával való egyesülésétől kezdve a folyam neve Amur.
Az Arguny zömmel esővizekből táplálkozik, november végétől május elejéig befagy. Halban különösen gazdag, vize közel 60 halfaj élőhelye. Nyári esőzések áradásai után középső szakaszának 2–3 km széles árterén, a mélyedésekben és holtágakban visszamaradó halak sokféle vízimadárnak szolgálnak táplálékul.

### Mellékfolyói
- jobbról a Ken (Keny) és a Nyuer,
- balról az Urov, az Urjumkan és a Gazimur.

Kevéssel az országhatár előtt, kínai területen fekszik a Hulun-, más néven Dalaj-tó, ebbe ömlik Kelet-Mongólia folyója, a Kerülen (Herlen). Különösen esős években előfordul, hogy a tó vize a keleti partnál kiárad és átfolyik az Arguny kb. 30 km-re lévő medrébe. Az ilyenkor létrejövő Kerülen-Arguny-Amur hossza meghaladja az 5000 km-t.

## Városok
- Kínában a folyó legnagyobb városa Hajlar (Hailar).
- Oroszországban a folyó mentén nagyobb városok nincsenek, a kisebb települések közül említést érdemel Priargunszk.